# Hrabstwo Ware

Piramida wieku hrabstwa

Hrabstwo Ware (ang. Ware County) – hrabstwo w stanie Georgia, w Stanach Zjednoczonych. Największe pod względem powierzchni hrabstwo Georgii. Jego siedzibą administracyjną jest Waycross.
Hrabstwo zostało założone 15 grudnia 1824. Nazwa hrabstwa pochodzi od nazwiska Nicholasa Ware'a (1769–1824), Senatora Stanów Zjednoczonych.

## Geografia
Według spisu z 2010 obszar całkowity hrabstwa obejmuje powierzchnię 906,31 mil2 (2347 km²), z czego 902,29 mil2 (2337 km²) stanowią lądy, a 4,02 mil2 (10 km²) stanowią wody. 
Na terenie hrabstwa leżą bagna Okefenokee z rezerwatem Okefenokee National Wildlife Refuge.

### CDP
- Deenwood
- Sunnyside

### Sąsiednie hrabstwa
- Hrabstwo Bacon, Georgia (północ)
- Hrabstwo Pierce, Georgia (wschód)
- Hrabstwo Brantley, Georgia (wschód)
- Hrabstwo Charlton, Georgia (południowy wschód)
- Hrabstwo Baker, Floryda (południe)
- Hrabstwo Clinch, Georgia (zachód)
- Hrabstwo Atkinson, Georgia (zachód)
- Hrabstwo Coffee, Georgia (północny zachód)

## Demografia
Według spisu z 2020 roku liczy 36,3 tys. mieszkańców, co oznacza spadek o 0,2% w porównaniu z poprzednim spisem z roku 2010. Według danych pięcioletnich z 2021 roku 66% to biali (62,2% nie licząc Latynosów), 29,8% czarnoskórzy lub Afroamerykanie, 2,4% miało rasę mieszaną, 1,2% Azjaci i 0,5% to rdzenna ludność Ameryki. Latynosi stanowili 4,9% populacji hrabstwa.

## Religia
W 2020 roku większość mieszkańców to protestanci. Największe grupy wyznaniowe tworzyli: baptyści (32%), zielonoświątkowcy (19 zborów), ewangelikalni bezdenominacyjni (6,5%), metodyści (5,7%), buddyści (3,6%), mormoni (2,9%), katolicy (1,7%) i świadkowie Jehowy (1,1%).

## Polityka
Hrabstwo jest silnie republikańskie, gdzie w wyborach prezydenckich w 2020 roku, 69,8% głosów otrzymał Donald Trump i 29,4% przypadło dla Joe Bidena. 